# 마영삼
마영삼(馬寧三, 1956년 ~ )은 대한민국의 외무공무원이다. 과거 주덴마크대사로 재직 하였다.

## 생애
고려대학교 정치외교학과를 졸업하고 외무고시 15회로 공직생활을 시작하였다. 주 UN 대표부 1등서기관과 외교통상부 인권사회과장, 초대 주 팔레스타인 한국대표, 외교통상부 아중동국 국장, 이스라엘 대사를 거쳐 초대 대한민국 외교부 공공외교 대사를 역임하였다. 
‘스포츠와 장애인 워킹그룹’의 임시 의장으로 활동해 왔으며, 탁구 국제심판 자격을 갖고 있다. 2015년 쑤저우 세계 탁구 선수권 대회에서 주심으로 활약하기도 했다.
2014년 7월 스위스 제네바에서 열린 제4차 UN 개발과 평화를 위한 스포츠 국제 워킹그룹 총회에서 임기 2년의 의장에 선출됐다.

## 학력
- 1979년 고려대학교 정치외교학 학사
- 1987년 조지타운 대학교 외교학 석사

## 경력
- 1981년 제15회 외무고시 합격
- 1988년 주미국 대사관 2등서기관
- 1996년 주유엔 대표부 1등서기관
- 2001년 외교통상부 인권사회과 과장
- 2005년 주팔레스타인 한국대표
- 2006년 외교통상부 아중동국 국장
- 2008년 주이스라엘 대사관 대사
- 2011년 9월 외교부 공공외교 대사[3]
- 2012년 5월 외교통상부 평가담당 대사
- 2014년 7월 유엔 스포츠와 장애인 워킹그룹 공동의장
- 2014년 4월 주덴마크 대사관 대사